# Манье, Гари
Гари Манье (сев. ндебеле Gary Magnée; род. 10 декабря 1999, Сумань, Валлония) — бельгийский футболист, защитник клуба «Серкль Брюгге» (с 2024 года).

## Клубная карьера
Манье играл в молодежных академиях «Андерлехта», «Генка» и «Брюгге», прежде чем присоединился в 2018 году к «Эйпену».
13 июня 2019 года Гари Манье подписал свой первый профессиональный контракт с «Эйпеном». Официально дебютировал за «Эйпен» в Кубке Бельгии 25 сентября 2019 года в матче против «Каппеллена», в котором отыграл 120 минут, включая дополнительное время. По итогам этого матча Эйпен прошел в следующий раунд, выиграв в серии пенальти.
26 декабря 2020 года Манье дебютировал в первом дивизионе чемпионата Бельгии в составе «Эйпена», команда обыграла «Брюгге» со счетом 3:0. 10 февраля 2021 года Манье забил свой первый гол на профессиональном уровне в кубковом матче против «Олимпик Шарлеруа». «Эйпен» сумел выиграть матч со счетом 5:1 и, таким образом, вышел в четвертьфинал.
17 августа 2024 года Манье подписал четырехлетний контракт с «Серкль Брюгге». В первом матче общего этапа Лиги конференций УЕФА 2024/2025 года Гари сделал дубль в ворота швейцарского «Санкт-Галлена».